# Vicari
Vicari é uma comuna italiana da região da Sicília, província de Palermo, com cerca de 3.076 habitantes. Estende-se por uma área de 85 km², tendo uma densidade populacional de 36 hab/km². Faz fronteira com Caccamo, Campofelice di Fitalia, Ciminna, Lercara Friddi, Prizzi, Roccapalumba.

## Demografia
| Variação demográfica do município entre 1861 e 2011                               |
|                                                                                   |
| Fonte: Istituto Nazionale di Statistica (ISTAT) - Elaboração gráfica da Wikipedia |